# Kukobî, Semenivka
Kukobî (în ucraineană Кукоби) este un sat în comuna Horoșîne din raionul Semenivka, regiunea Poltava, Ucraina.

## Demografie
Componența lingvistică a localității Kukobî
     Ucraineană (100%)
Conform recensământului din 2001, toată populația localității Kukobî era vorbitoare de ucraineană (100%).